# باولو سكوت
باولو سكوت (بالإنجليزية: Paulo Scott)‏ (8 ديسمبر 1966، بورتو أليغري في البرازيل)؛ شاعر، كاتب، كاتب سيناريو وروائي برازيلي.

## روابط خارجية
- باولو سكوت على موقع IMDb (الإنجليزية)
- باولو سكوت على موقع ميوزك برينز (الإنجليزية)
- باولو سكوت على موقع قاعدة بيانات الفيلم (الإنجليزية)